# Anisothecium wattsii
Anisothecium wattsii là một loài Rêu trong họ Dicranaceae. Loài này được (Broth.) Broth. mô tả khoa học đầu tiên năm 1924.